# Diemaco C8
Diemaco C8 is een wapen dat wordt gebruikt in de Koninklijke Landmacht en de Koninklijke Luchtmacht, door onder andere de staf van verschillende eenheden en Luchtmacht reserves (oftewel de Groep Luchtmacht Reserve). Dit is overigens de versie zonder kijker. De versie met Elcan–kijker (C8A1) wordt gebruikt door verkenningseenheden en voorheen ook door het Korps Commandotroepen (inmiddels vervangen door Heckler & Koch HK416). Door de inschuifbare kolf heeft de soldaat meer bewegingsvrijheid en is het gemakkelijker hanteerbaar bij het optreden in verstedelijkt gebied. Sommige C8 en C8A1 karabijnen zijn inmiddels gemoderniseerd en hebben een uitschuifbare kolf, een front grip met uitschuifbare tweepoot, diverse montagerails en een Aimpoint. De gemoderniseerde versie heet Colt Canada C8NLD.

## Underslung
De Diemaco C7 en C8 en hun opvolgers Colt C7 en C8 en Heckler & Koch HK416 (5,56mm) en HK417 (7,62mm) kunnen voorzien worden van een Heckler & Koch AG-NL underslung 40 mm granaatwerper.